# Marita Koch

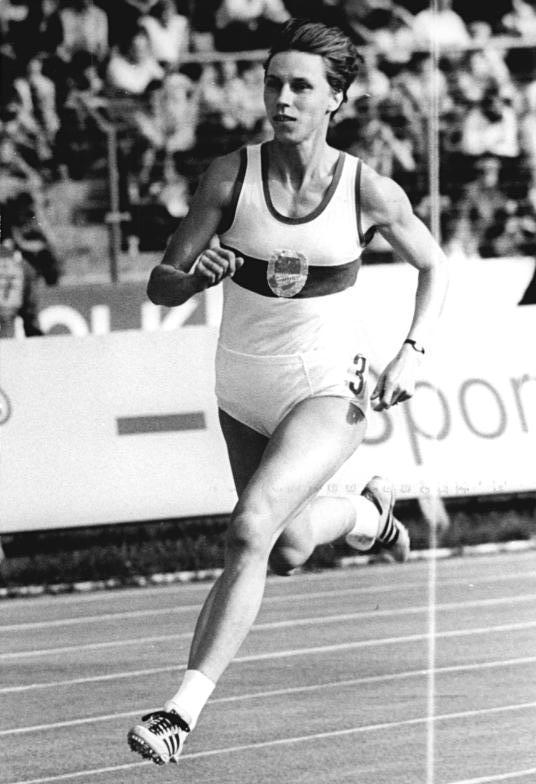
Marita Koch (1984).

Marita Koch (Wismar, República Democrática Alemana, 18 de febrero de 1957) es una exatleta que compitió por la República Democrática Alemana especialista en pruebas de velocidad que entre 1978 y 1985 batió 14 récords del mundo al aire libre, 10 de ellos en pruebas individuales, además de varios récords en pista cubierta. 
Fue campeona olímpica de 400 metros en los Juegos Olímpicos de Moscú 1980 y en la actualidad sigue ostentando el récord mundial en esta prueba con una marca de 47,60 conseguida en 1985 en Canberra. Sin embargo, este récord ha sido puesto en duda debido a las ya reconocidas prácticas de dopaje en la RDA, algo habitual en dicho país para mejorar el rendimiento de sus deportistas. A Marita Koch se le acusa de doparse para competir.

## Biografía
Sus primeros éxitos fueron al llegar a principios de 1977, cuando batió los récords mundiales de 200 y 400 metros en pista cubierta. 
El 28 de mayo de 1978 consiguió batir en Erfurt el récord mundial de los 200 m al aire libre con 22,06 s, y el 2 de julio de ese año batió en Leipzig el de los 400 m con 49.19 s.
Poco después volvió a rebajar el récord de los 400 m hasta 49,03 s en Potsdam, y en los Campeonatos de Europa celebrados en Praga ese año batió por tercera vez el récord con 48,94 s, ganando el oro y siendo la primera mujer en romper la barrera de los 49 segundos en esta distancia. En esos campeonatos también ganó el oro con el equipo de la RDA en los relevos 4 × 400 m.
El 10 de julio de 1979 en Karl-Marx-Stadt (actual Chemnitz), consiguió ser la primera mujer en romper la barrera de los 22 segundos en los 200 metros, con 21,71 s. En ese mismo verano también batiría por dos veces más su propio récord de los 400 m hasta dejarlo en 48,60 s.
En los Juegos Olímpicos de Moscú 1980 obtuvo la medalla de oro de los 400 m y la de plata con el equipo de relevos de 4 × 400 m. Ésta sería la única participación de Marita Koch en unos Juegos, ya que el boicot de los países del Este le impediría estar presente en Los Ángeles 1984, donde es casi seguro que hubiera ganado alguna medalla más.
En los Campeonatos de Europa de Atenas de 1982 volvió a ganar la medalla de oro de los 400 m, y además con un nuevo récord mundial (48,16 s). También ganó el oro en relevos 4 × 400 m.
En los I Campeonatos del Mundo de Atletismo, celebrados en Helsinki en 1983, renunció a participar en su mejor prueba, los 400 m, para hacerlo en las de 100 m y 200 m, y obtuvo un gran éxito al ganar el oro de los 200 m y la plata de los 100 m, donde sólo fue superada por su compatriota y plusmarquista mundial Marlies Göhr. Además ganó otras dos medallas de oro en las pruebas de relevos, los 4 × 100 m y los 4 × 400 m. Por ello fue considerada la gran triunfadora de esos campeonatos.
Aunque en 1984 no pudo participar en la olimpiada de Los Ángeles, siguió demostrando que era la mejor del mundo. El 21 de julio igualaba en Potsdam su propio récord mundial de los 200 m con 21,71 s.
El 6 de octubre de 1985 durante la Copa del Mundo disputada en el Bruce Stadium de Canberra, hizo la mejor carrera de su vida y asombró al mundo al correr los 400 m en 47,60 s. Este registro aun hoy en día permanece como récord mundial en esta prueba, y muchos consideran que es imposible que alguna otra atleta pueda batirlo sin recurrir al uso de sustancias prohibidas.
La última gran competición de Marita Koch fueron los Campeonatos de Europa de 1986 celebrados en Stuttgart, donde ganó su tercer título europeo consecutivo de los 400 m, y también su tercer título en los relevos 4 × 400 m.
La figura de Marita Koch siempre generó controversia, antes y después de su retirada de las pistas en 1987. Para muchos solo fue un "producto de laboratorio", ya que parece que en los años 70 y 80 se llevó a cabo un programa de dopaje por iniciativa del Estado en la República Democrática Alemana, 
En cualquier caso ella nunca admitió estas acusaciones, y su récord mundial de 47,60 s en los 400 m sigue vigente, sin que ninguna otra atleta hasta el momento haya podido siquiera acercarse a ese registro. Es una de las deportistas alemanas más importantes de la historia.
En 1987 se retiró de las pistas y contrajo matrimonio con su entrenador Wolfgang Meier. Ambos continúan casados y viven en la localidad de Kritzmow, cerca de Rostock. Tienen una hija llamada Ulrike.

## Resultados

### Competiciones
| Año  | Competición          | Lugar                 | Puesto                                                      | Marca                     |
| ---- | -------------------- | --------------------- | ----------------------------------------------------------- | ------------------------- |
| 1977 | Copa del Mundo       | Düsseldorf, Alemania  | 2.ª en 400 m 1.ª en 4 × 400 m                               | 49,76 3:24,04             |
| 1978 | Campeonato de Europa | Praga, Checoslovaquia | 1.ª en 400 m 1.ª en 4 × 400 m                               | 48,94 3:21,2              |
| 1979 | Copa del Mundo       | Montreal, Canadá      | 2.ª en 200 m 1.ª en 400 m 1.ª en 4 × 400 m                  | 22,02 48,97 3:20,37       |
| 1980 | Juegos Olímpicos     | Moscú, Rusia          | 1.ª en 400 m 2.ª en 4 × 400 m                               | 48,88 3:20,4              |
| 1981 | Copa del Mundo       | Roma, Italia          | 2.ª en 400 m 1.ª en 4 × 400 m                               | 49,27 3:20,62             |
| 1982 | Campeonato de Europa | Atenas, Grecia        | 1.ª en 400 m 1.ª en 4 × 400 m                               | 48,16 3:19,05             |
| 1983 | Campeonato del Mundo | Helsinki, Finlandia   | 2.ª en 100 m 1.ª en 200 m 1.ª en 4 × 100 m 1.ª en 4 × 400 m | 11,02 22,13 41,76 3:19,73 |
| 1985 | Copa del Mundo       | Canberra, Australia   | 1.ª en 200 m 1.ª en 400 m 1.ª en 4 × 400 m                  | 21,90 47,60 3:19,49       |
| 1986 | Campeonato de Europa | Stuttgart, Alemania   | 1.ª en 400 m 1.ª en 4 × 400 m                               | 48,22 3:16,87             |

### Marcas personales
- 100 metros - 10,83 s (Berlín Este, 8 de junio de 1983)
- 200 metros - 21,71 s (Karl-Marx-Stadt, 10 de junio de 1979)
- 400 metros - 47,60 s (Canberra, 6 de octubre de 1985)

### Récords del mundo

#### Al aire libre
- 200 metros

- 22,06 - Erfurt (28 May 1978)
- 22,02 - Leipzig (03 Jun 1979)
- 21,71 - Karl-Marx-Stadt (10 Jul 1979)
- 21,71* - Potsdam (21 Jul 1984)

- 400 metros

- 49,19 - Leipzig (02 Jul 1978)
- 49,03 - Potsdam (19 Ago 1978)
- 48,94 - Praga (31 Ago 1978)
- 48,89 - Potsdam (29 Jul 1979)
- 48,60 - Turín (04 Ago 1979)
- 48,16 - Atenas (08 Sep 1982)
- 47,60 - Canberra (06 Oct 1985)

- 4×100 metros

- 42,10 - Karl-Marx-Stadt (10 Jun 1979)
- 41,53 - Berlín (31 Jul 1983)

- 4×400 metros

- 3:19,04 - Atenas (11 Sep 1982)
- 3:15,92 - Erfurt (03 Jun 1984)

#### En pista cubierta
- 60 metros

- 7,10* - Senftenberg (14 Feb 1981)
- 7,08 - Senftenberg (29 Ene 1983)
- 7,04 - Senftenberg (16 Feb 1985)

- 200 metros

- 23,38 - Berlín Este (09 Feb 1977)
- 22,64* - Budapest (26 Feb 1983)
- 22,39 - Budapest (05 Mar 1983)

- 400 metros

- 51,80 - Milán (24 Feb 1977)
- 51,57 - Milán (24 Feb 1977)
- 51,14 - San Sebastián (13 Mar 1977)

(*) - récord igualado
| Predecesora: Irena Szewinska | Campeona Olímpica de 400 metros Moscú 1980 | Sucesora: Valerie Brisco-Hooks |